# ヒバクシャ (バンド)
ヒバクシャ(Hibakusha)は、オランダのヘヴィメタルバンド。

## 概要
2012年、オランダ・ハールレムで結成。当初は4人組だったが、後にヴォーカルのTwanが加入し5人体制となった。
2016年6月4日、オランダ・ナイメーヘンで開催されるロックフェス「FortaRock 2016」に出演する。

## 作品

### ミニアルバム
1. Incarnation （2015年）

### YouTube
1. Hibakusha - Incarnation (Full EP stream) - YouTube（2014年11月19日）